# Костинская (Архангельская область)
Костинская — деревня в Вельском районе Архангельской области. Входит в состав Муниципального образования «Усть-Вельское».

## География
Деревня расположена в южной части Архангельской области, в таёжной зоне, в пределах северной части Русской равнины, в 5 километрах на юго-запад от города Вельска, на левом берегу реки Пежма притока Ваги. Ближайшие населённые пункты: на юго-востоке деревня Заручевская.
Часовой пояс
Костинская, как и вся Архангельская область, находится в часовой зоне МСК (московское время). Смещение применяемого времени относительно UTC составляет +3:00.

## Население
| 2002 | 2010 | 2012 | 2014 |
| ---- | ---- | ---- | ---- |
| 31   | ↗41  | ↗46  | ↘40  |

## История
Указана в «Списке населённых мест по сведениям 1859 года» в составе Вельского уезда(1-го стана) Вологодской губернии под номером «1968» как «Костинское(Семеново)». Насчитывала 7 дворов, 27 жителей мужского пола и 27 женского.
В материалах оценочно-статистического исследования земель Вельского уезда упомянуто, что в 1900 году в административном отношении деревня входила в состав Заручевского сельского общества Никифоровской волости. На момент переписи в селении Костинское(Семеновское) находилось 13 хозяйств, в которых проживало 40 жителей мужского пола и 46 женского.